# عمار حوري
عمار عمر الحوري من مواليد بيروت في في العام 1954، شاعر وطبيب ونائب في البرلمان اللبناني عن مدينة بيروت منذ العام 2005.

## نشأته ودراسته وعمله
تلقى دروسه الابتدائية والتكميلية في مدرسة المقاصد، والثانوية في مقاصد الإمام علي بن أبي طالب في بيروت. ثم درس طب الأسنان والجراحة في مصر وتخرج من جامعة القاهرة سنة 1981. وبعد عودته إلى لبنان مارس طب الأسنان في بيروت.

## العضويات
- انتخب نائباً لنقيب أطباء الأسنان في لبنان سابقا.
- عضو في مجلس جامعة بيروت العربية.
- رئيس الاتحادين اللبناني والآسيوي للشطرنج سابقا.
- ترأس جمعية آل الحوري العائلية لفترة من الزمن.

## في المجلس النيابي اللبناني
فاز بالتزكية نائباً عن بيروت في انتخابات مجلس النواب اللبناني سنة 2005 وانتخب عام 2009. وانتخب عضواً في لجنة الصحة العامة والعمل والشؤون الاجتماعية، ولجنة الشباب والرياضة، ومقرر لجنة الاعلام والاتصالات وعضو في لجنة الشباب والرياضة.

## في الشعر والكتابة
له ديوانا شعر:
- صرخة من بعيد
- نبضات قلب
- كما له مجموعة من الدراسات في الدستور والقضايا الاجتماعية.

## وصلات خارجية
- سيرة عمار الحوري في موقع المجلس النيابي اللبناني